# Rua Augusta (São Paulo)
La Rua Augusta est une voie de la ville de São Paulo au Brésil.

## Situation et accès
Elle relie la région des Jardins à la région du centre historique de São Paulo. La rue est connue pour ses magasins, boutiques et établissements de luxe dans la région des Jardins et pour ses discothèques, bars et vie nocturne dans la région qui part de l'avenue Paulista vers le Centre-ville.
La rue continue en montée depuis son début à la jonction des rues Martins Fontes, Martinho Prado et praça Franklin Roosevelt, jusqu'à l'intersection avec l'avenue Paulista. Après avoir traversé l'avenue, cela devient une descente en direction de la rua Colombia, dans Jardim Europa.
La rua Augusta est principalement connue pour sa vie nocturne, qui comprend des bars et diverses salles de concert, mais aussi pour quelques maisons de prostitution et des clubs pour adultes.

## Historique

### Création
Les premières références à celle-ci remontent à 1875, s'appelant d'abord Rua Maria Augusta ; en 1897, elle apparaît sous le nom de Rua Augusta. Elle faisait partie des terres du Portugais Mariano António Vieira, propriétaire de la Chácara do Capão depuis 1880, lorsqu'il ouvrit rues dans le Bairro da Bela Sintra, dont la Rua da Real Grandeza, aujourd'hui avenue Paulista. Il décida d'ouvrir un sentier, de sorte que des tramways tirés par des ânes furent installés plus tard en 1890.
Ce n'est qu'en 1891, avec l'inauguration des lampes électriques, qu'elles furent alimentées à l'électricité. Entre 1910 et 1912, elle fut étendue à la rua Álvaro de Carvalho et devint officielle en 1927. Jusqu'en 1942, la rua Martins Fontes faisait partie de la rua Augusta. Elle est progressivement devenu un lieu de prostitution majeur, lorsqu'il a été démembré (Décret-loi n° 153). Son extension jusqu'à la rua Estados Unidos fut officialisée en 1914.
Le nom « Augusta » : tout porte à croire que le responsable de son ouverture, le Portugais Mariano Antonio Vieira, n'a pas voulu honorer une personne mais plutôt appliquer quelque chose comme un titre de noblesse (ou un adjectif) en l'appelant « Rua Augusta », similaire à la "Rua da Real Grandeza".

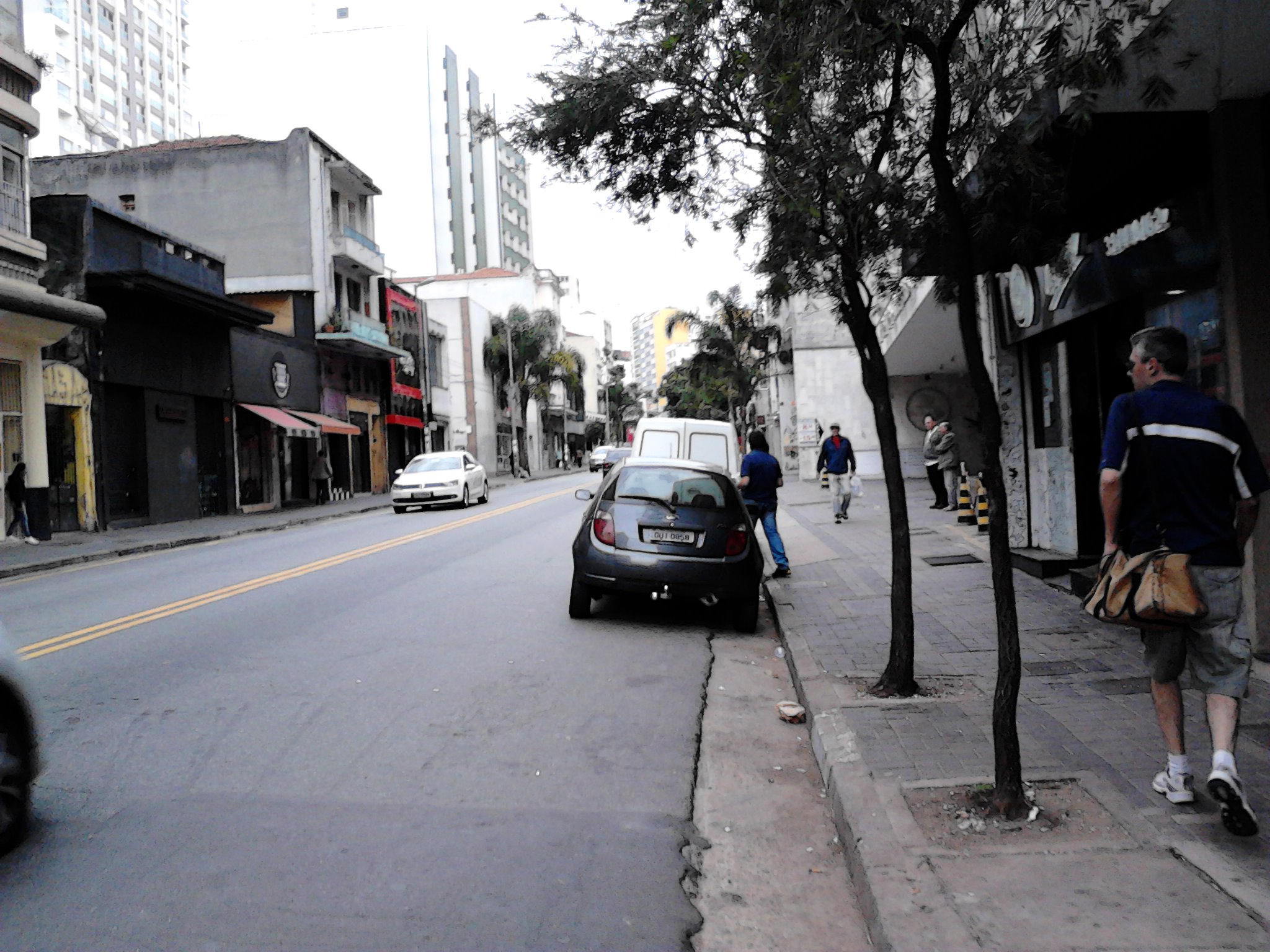
Rua Augusta, numéro 900 dans le quartier Consolação

Au fil du temps, les lotissements se sont succédé et quelques commerces sont apparus pour les desservir. Petit à petit, de petits immeubles résidentiels ont commencé à apparaître.
Une grande partie du commerce de la décoration fine était établie dans la région centrale-ascendante, à partir de la rua Marquês de Paranaguá. Des centres commerciaux et des cinémas chics ont été créés, fréquentés par les familles et plus tard par les jeunes en quête de distraction. Le chemin va vers les Jardins et leurs clubs, comme le Club Athletico Paulistano, la Sociedade Harmonia de Tênis et l'Esporte Clube Pinheiros.

### Années 1960
La rua Augusta représentait pour les jeunes de São Paulo dans les années 1960 la bohème, le glamour et le divertissement, où se trouvaient plusieurs magasins et cinémas plus chics, comme les cinémas Paulista, Astor, Bristol et autres. La chanson Rua Augusta, de Ronnie Cord, sortie en 1964, était une sorte d'hymne pour la jeunesse de São Paulo qui fréquentait la rue à cette époque. Elle sera ensuite également reprise par Os Mutantes (sur l'album Mutantes e Seu Cometas no País do Baurets) et par Raul Seixas,.
À partir des années 1970, elle commence à s'adapter aux changements, compte tenu du trafic important de voitures et d'autobus et des centres commerciaux. Malgré cela, les jeunes ont continué à être là avec leurs motos, leurs voitures gonflées et beaucoup de circulation, surtout entre 1976 et 1980. Il y avait de nombreuses discothèques pour accompagner les « fièvres du samedi soir », des pistes de ski sur glace, des salles de musculation et d'aérobic.
Depuis lors, elle a toujours été modernisée, avec la rénovation du trottoir, la décoration avec des vases, la suppression d'une partie des poteaux d'éclairage public (qui étaient obsolètes), l'installation de moquette, le parking Zone Bleue et souterrain et la construction d'un boulevard et ainsi de suite à l’élimination des trolleybus avec de nouveaux trottoirs.

### Depuis 1970

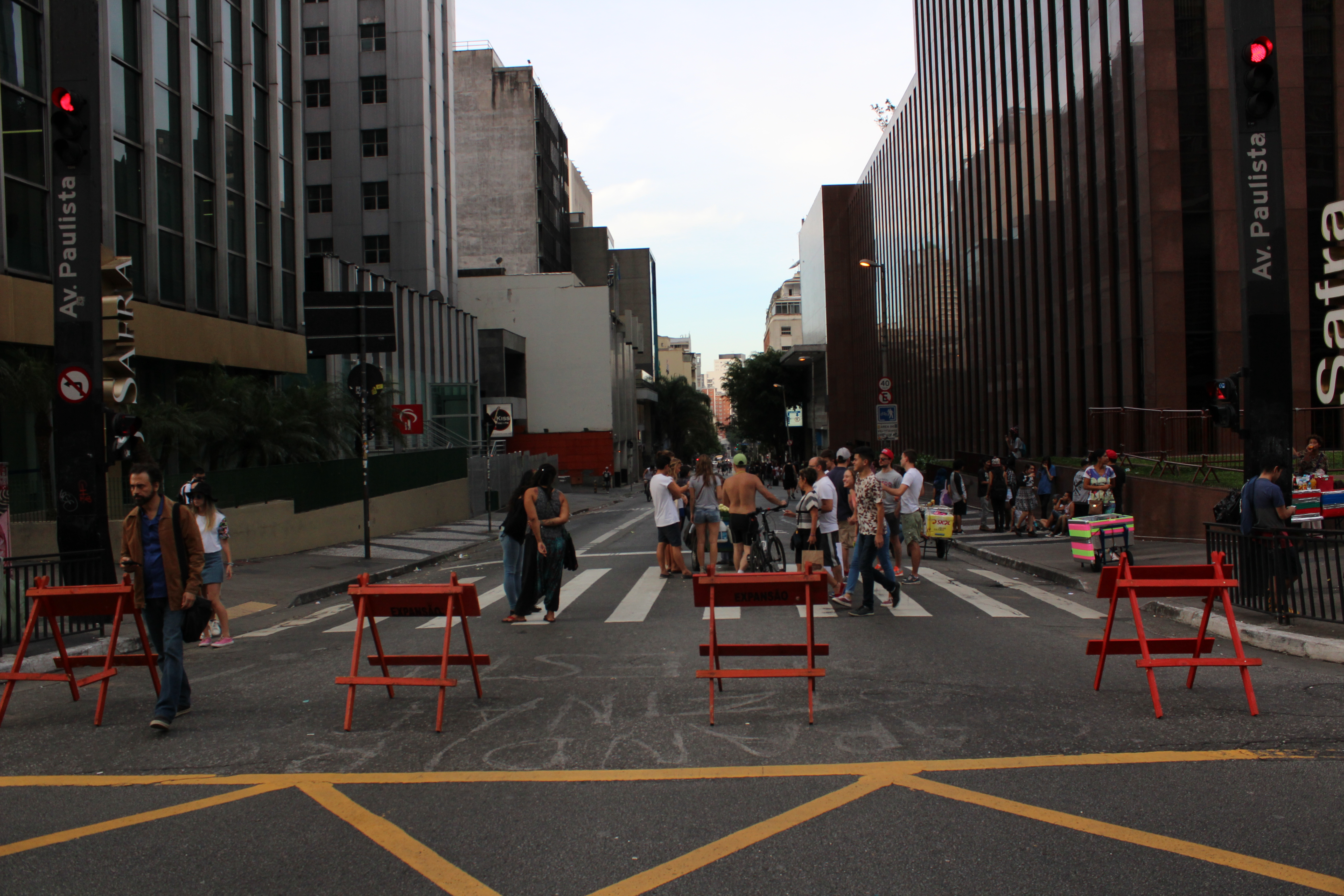
Rua Augusta, vue de l'avenue Paulista, vers Consolação

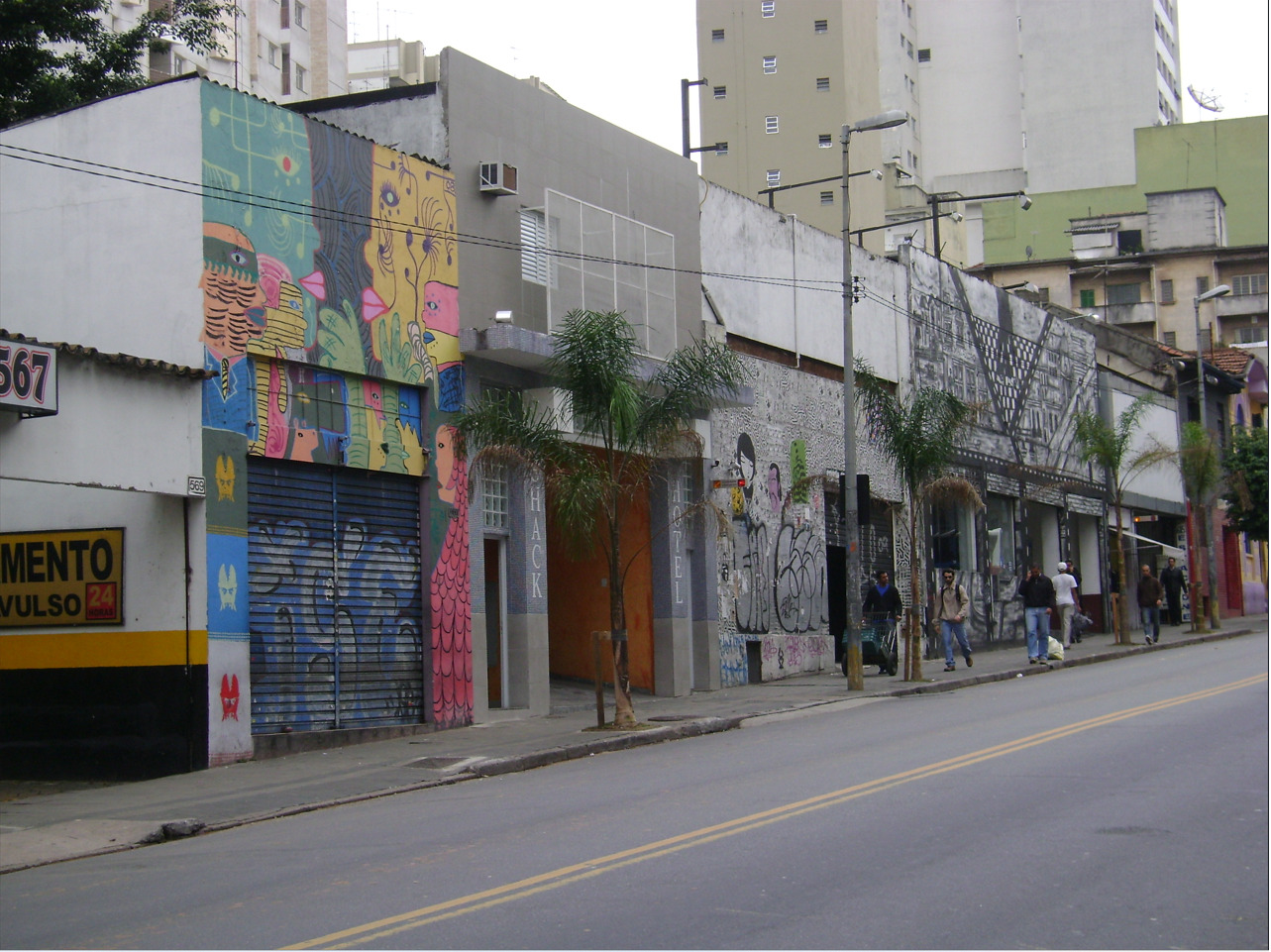
Image de la rua Augusta

Dans les années 70, la rua Augusta a perdu son prestige et son commerce en raison de l'ouverture de centres commerciaux dans la ville de São Paulo. La rue a été modernisée en 1993 avec l'ouverture du cinéma Espaço Unibanco. À partir du XXIe siècle, la rua Augusta redevient partie intégrante de la vie nocturne des jeunes. La rua Augusta a ouvert le Vegas Club, le Club Noir, le Comedy Club Comedians, le plus grand club de comédiens du Brésil, entre autres. Ses environs regorgent de bars, restaurants, discothèques, clubs nocturnes, boutiques et vieux bordels.
Over the past decade, Rua Augusta has continued to reinvent itself, establishing itself as one of the city’s main cultural and entertainment hubs. The rise of cultural events, such as art exhibitions, independent fairs and music festivals, has attracted an increasingly diverse audience. In addition, new gastronomic ventures and establishments focused on alternative fashion have contributed to the multifaceted character of the street, maintaining its reputation as a democratic space that blends different tribes and lifestyles.